# Beloslava Krasteva
Beloslava Krasteva (geboren in 2004) is een Bulgaarse schaakster. Zij heeft sinds 2019 de titel FIDE Meester (FM). Ze won in 2020 het Bulgaarse schaakkampioenschap voor vrouwen. Sinds 2023 is ze grootmeester bij de vrouwen (WGM).  

## Schaakcarrière
In 2019 won Beloslava Krasteva het Bulgaarse schaakkampioenschap voor meisjes in de categorie tot 16 jaar. Ze nam voor Bulgarije deel aan het Europees schaakkampioenschap voor jeugd en aan het Wereldkampioenschap schaken voor jeugd. 
In 2019 werd Beloslava Krasteva met 4.5 pt. uit 7 derde op het Bulgaarse schaakkampioenschap voor vrouwen. In 2020 won ze dit toernooi, in Sofia, met 7 pt. uit 9.
In december 2022 was haar Elo-rating 2350. 

### Schaakteams
Beloslava Krasteva speelde met het vrouwenteam van Bulgarije in de Schaakolympiade voor vrouwen:
- in 2022, spelend aan het derde bord bij de 44e Schaakolympiade, gehouden in Chennai (+6 =1 –3)[4]

## Externe koppelingen
- (en)   Informatie over schaakpartijen van Beloslava Krasteva op ChessGames.com
- (en)   Informatie over schaakpartijen van Beloslava Krasteva op 365chess.com
- (en)  FIDE-ratinggegevens voor Beloslava Krasteva